# Liste des familles françaises subsistantes de la noblesse pontificale
Cet article recense les familles françaises subsistantes de la noblesse pontificale.
Selon l'historiographie contemporaine, la noblesse pontificale est constituée des familles étrangères aux États pontificaux, descendant en ligne masculine, naturelle, et légitime d'un ancêtre ayant obtenu du Pape un titre de noblesse héréditaire. Le dernier titre héréditaire conféré à un français date de 1951.
Ces titres, accordés autant à des familles nobles que non nobles dans leurs pays respectifs, ne conférent aucun privilège dans l'État du Vatican ni dans le pays du bénéficiaire. Ils ne sont pas reconnus dans tous les pays. En France, le port des titres pontificaux à l'état-civil est soumis à la législation française sur les titres nobiliaires et ils doivent donc être préalablement reconnus par le Service du Sceau du ministère de la Justice.
Les familles relevant des États pontificaux qui furent anoblies ou titrées par le Pape font aujourd'hui partie de la noblesse italienne pour les États du Pape sur le territoire Italien (jusqu'en 1860), et de la noblesse française pour ceux relevant d'Avignon et du Comtat Venaissin (États du Pape jusqu'en 1791).
Le Saint-Siège n'a jamais publié de liste officielle. 

## Les familles françaises
Les deux sources indépendantes principales de cette liste sont les ouvrages Dictionnaire de la vraie / fausse noblesse (éditions Tallandier, 2008), et le Supplément au Dictionnaire de la Noblesse française, par E. de Séréville et F. de Saint-Simon (1977).
En France, sur la période des XIXe et XXe siècles (jusqu'en 1951), les titres accordés à des Français par les souverains pontifes s’établissent ainsi, en l’état actuel des recherches :
- prince : 13 dont 5 héréditaires (3 subsistants)
- duc : 16 dont 9 héréditaires (4 subsistants)
- marquis : 43 dont 23 héréditaires (13 subsistants)
- comte : 432 dont 156 héréditaires (67 subsistants)
- vicomte : 1 héréditaire (1 subsistant)
- baron	: 24 dont 3 héréditaires (3 subsistants)
- noble : 1 héréditaire (1 subsistant)

Soit un total de 530 titres, dont 198 héréditaires et une centaine subsistants.
Ces près de 100 familles françaises subsistantes peuvent aujourd'hui adhérer à la Réunion de la noblesse pontificale (RNP), dont le siège est à Paris. La commission des preuves de la RNP est la seule institution en France capable de vérifier l'authenticité d'un titre pontifical grâce, notamment, à son accès aux Archives du Vatican. L'authenticité des titres de certaines familles présentées ci-dessous, non membres de la RNP, n'est donc pas garantie.
Ne peuvent adhérer à la RNP que les familles titulaires d'un titre héréditaire, et non personnel, ce qui peut entrer en contradiction avec certaines sources utilisées dans cette liste.
Par ailleurs, la RNP est membre de la Commission d'information et de liaison des associations nobles d'Europe (CILANE). Outre des familles françaises, la RNP a accueilli des familles d'origine allemande, belge, italienne, néerlandaise, suédoise…
Enfin, parmi les familles françaises subsistantes de la noblesse pontificale, une vingtaine font également partie de la noblesse française (NF).

## Liste alphabétique des familles
- Haut – A
- B
- C
- D
- E
- F
- G
- H
- I
- J
- K
- L
- M
- N
- O
- P
- Q
- R
- S
- T
- U
- V
- W
- X
- Y
- Z

### A
- d'Abadie, Limousin, Poitou. Comte par bref du 24 mars 1896[5] et marquis par bref du 30 octobre 1899[6].
- Abrial, Languedoc, Vivarais. Raymond Abrial, receveur des domaines, révoqué lors de l'affaire des inventaires. Comte par bref du 15 août 1912. RNP-1994[7]
- Affre de Saint-Rome, Rouergue. Denis Affre, neveu de l'archevêque de Paris tué en 1848. Comte par bref du 8 février 1876. Selon Jean de Bonnefon, ce titre ne serait pas héréditaire[8]. RNP-2010[7]
- d'Albiousse Dorié, Languedoc. Numa d'Albiousse, commandant des zouaves pontificaux, lieutenant-colonel du corps des Volontaires de l'Ouest. Comte par bref du 8 février 1887 « mérité par un long dévouement au Saint-Siège »[8]. RNP-1994[7]
- Armand, Champagne. Ernest Armand, diplomate, ministre plénipotentiaire à Rome, député de l'Aube. Comte par bref du 26 novembre 1867 pour ses conseils donnés au Saint-Siège au moment de l'attaque garibaldienne qui permirent de préserver Rome. RNP-1995[7]
- Arnault de Guényveau[9], Poitou. Septime Arnault de Guényveau, zouave pontifical. Comte par bref du 15 mai 1888. RNP-1994[7]

### B
- Bailleux de Marisy[10], Normandie, Paris. Alexis Bailleux de Marisy, comte à titre personnel en 1859. Son fils, Victor Bailleux de Marisy, confirmé comte héréditaire par bref du 28 mai 1913. RNP-1994[7]
- Ballande, Périgord, Guyenne. André Ballande, négociant et armateur, comte romain par bref pontifical du 1er mai 1913[11]
- Barbier Lalobe de Felcourt, (olim Barbier de Lalobe de Felcourt), Champagne. Julien Barbier Lalobe de Felcourt, commandeur de l'Ordre de Saint-Grégoire-le-Grand, conseiller général de la Marne. Comte par bref du 19 août 1898 en reconnaissance de ses publications, libéralités et services rendus à l’Église et aux institutions catholiques de la Marne. RNP-2021. Pierre Barbier Lalobe de Felcourt. Comte par bref du 5 février 1909. RNP-2002[7] (NF)
- Barré de Saint-Venant, Poitou. Adhémar Barré de Saint-Venant, membre de l'Institut et de l'Académie des sciences de Rome. Comte par bref du 27 août 1869 en raison de son activité pour le rayonnement du catholicisme. RNP-1988[7]
- Berthe de Pommery, Picardie. Charles Amédée Berthe de Pommery, avocat. Comte par bref du 1er octobre 1888. RNP-2005[7] (NF)
- Blanchy, Rouergue. Joseph Blanchy, négociant et armateur. Comte par bref du 17 février 1896 pour services rendus à l'Église de Bordeaux. RNP-1995[7]
- Bohrer de Kreuznach, Prusse, Lyon. Guillaume Bohrer de Kreuznach, commandeur des ordres pontificaux. Comte par bref du 28 avril 1863[8].
- Boulard de Gatellier, Bourgogne. Vital Boulard de Gatellier, ancien conseiller auditeur à la cour de Lyon. Comte par bref du 8 avril 1864. RNP-1990[7],[8]. (NF)
- de Boulloche, Normandie. Georges Marie de Boulloche, conseiller à la Cour de cassation, révoqué pour avoir résisté à la saisie des congrégations lors de la loi sur les inventaires. Comte par bref du 4 décembre 1905. RNP-1985[7]
- du Buisson de Courson, Normandie. Roger du Buisson de Courson (1850-1919), ancien zouave pontifical. Comte romain par bref du 30 janvier 1877[12] (NF)

### C
- de Carmoy, Bourgogne. Antoine de Carmoy, médecin. Comte par bref du 27 septembre 1859. RNP-1986[7],[8].
- Catta, Ile d'Elbe, Corse. Antoine Catta, procureur de la République à Nantes. Comte par bref du 19 février 1885 pour avoir démissionné de son poste lors de l'exécution des décrets contre les congrégations. RNP-1992[7]
- Celier, Poitou. Alexandre Celier, avocat des bénédictins de Solesmes auxquels il rendait d'éminents services. Comte par bref du 23 octobre 1911 à la demande de ces derniers. RNP-2008[7]
- Chaillou de Fougerolle, Poitou, Anjou. René Chaillou de Fougerolle, conseiller général de Maine-et-Loire. Comte par bref du 26 janvier 1904 pour la défense des congrégations religieuses et la création d'écoles libres dans son diocèse. RNP-1985[7]
- Chandon de Briailles et Chandon-Moët, Champagne. Paul Chandon de Briailles, commandeur de l'Ordre de Saint-Grégoire le Grand, conseiller général de la Marne. Comte par trois brefs en 1866, 1876 (frère du premier) et 1882 (2e fils du précédent). RNP-1992[7],[8].
- Chaurand, Vivarais. Amand Chaurand, député de l'Ardèche, avocat. Baron par bref du 15 avril 1864 pour avoir participé à la création et l'organisation des zouaves pontificaux. Ses deux fils furent Volontaires de l'Ouest. RNP-1985[7],[8].
- de Chomereau de Saint-André, Bourgogne. Gaston de Chomereau de Saint-André, général de brigade. Comte à titre personnel le 24 janvier 1893, titre devenu héréditaire le 9 juin 1896 pour son fils aîné Charles, décédé sans postérité, puis confirmé en 1950 à Gaston, général de brigade, frère de celui-ci. RNP-1985[7]
- de Clercq, Flandre. Jules de Clercq, ministre plénipotentiaire. Comte par bref du 12 septembre 1893. RNP-2009[7]
- de Clermont-Tonnerre, Dauphiné, Bourgogne. Gaspard Paulin de Clermont-Tonnerre, prince romain le 12 décembre 1823. Titre confirmé le 1er août 1911. RNP-1993[7],[8]. (NF)
- Cotteau de Simencourt, Cambraisis. Eugène Joseph Cotteau de Simencourt, baron par bref du 4 mars 1901. RNP-2009[7]
- Creuzé, Poitou. Georges Adrien Creuzé, député de la Vienne, commandeur de l'Ordre de Saint-Grégoire le Grand. Comte par bref du 28 décembre 1898. RNP-1995[7]

### D
- Daude-Lagrave,  Périgord. Edmond Daude-Lagrave, docteur en médecine, comte par bref du 16 juillet 1912 en raison de sa générosité pour les œuvres du diocèse de Périgueux et Sarlat[13].
- Delpech de Saint-Guilhem, Languedoc. Hugues Delpech de Saint-Guilhem, trésorier-payeur général de la Sarthe. Comte en 1850[8].
- Desrousseaux de Vandières, Champagne. Edouard Desrousseaux de Vandières, officier de cavalerie, chevalier d'Honneur et de Dévotion de l'Ordre de Malte par bulle du 16 mars 1907, époux de SAS la princesse Élisabeth d’Ysembourg et Büdingen-Wachterbach. Duc de Vandières par bref du 9 février 1909[14]. (NF)
- Desvernay, Mâconnais. Maurice Desvernay, comte par bref du 2 septembre 1892. RNP-1995[7] (NF)
- Didierjean, Lorraine. Eugène Didierjean, chevalier de la Légion d'Honneur, commandeur de l'Ordre de Saint-Grégoire le Grand. Comte par bref du 30 mars 1886 en reconnaissance de son activité sociale aux Cristalleries de Saint-Louis dont il était administrateur général. RNP-2011[7]
- Dubosc de Pesquidoux[15], Bas-Armagnac. Léonce Dubosc de Pesquidoux, écrivain catholique. Comte par bref du 23 mai 1876 pour ses publications[16]. RNP-1985[7]
- Dufresne de La Chauvinière, Anjou, Boulonnais. Emile Dufresne de La Chauvinière, capitaine d'artillerie. Marquis par bref du 6 juin 1917. RNP-1995[7],[8].
- Durieu de Lacarelle[17], Beaujolais. Stephen Durieu de Lacarelle, comte par bref du 17 février 1880. RNP-1995[7]

### F
- de Freige, Liban (patriarcat latin de Jérusalem). Marquis par bref du 14 juillet 1897. RNP-2005[7]
- Fresson. Charles-Auguste Fresson, comte par bref du 17 juin 1881. RNP-2014[18]
- de Froidefond des Farges, Périgord. Roger de Froidefond des Farges, procureur général à Versailles puis avocat. Premier magistrat de France à donner sa démission en 1880, à l'âge de 32 ans, en refusant l'expulsion des congrégations religieuses enseignantes en France. Comte par bref du 14 août 1883. RNP-1998[7] (NF)

### G
- de Galzain, Bretagne. Benjamin Louis de Galzain, conseiller général de la Charente, officier de recrutement de l'armée pontificale. Comte par bref du 5 septembre 1873. RNP-2006[7],[8].
- Gazeau, Anjou. Ernest Gazeau, maire de Saint-Florent-le-Vieil, démissionnaire au moment des Inventaires. Comte par bref du 8 janvier 1906. RNP-1995[7]
- Geay de Montenon, Marche. Ferdinand Léonce Geay de Montenon, camérier secret du pape Pie X. Comte par bref pontifical du 25 mars 1920, "en récompense de son profond dévouement pour le Saint-Siège".
- Génébrias de Gouttepagnon, Marche, Bretagne. Emmanuel Génébrias de Gouttepagnon, zouave pontifical ayant participé à la bataille de Mentana, capitaine dans les Volontaires de l'Ouest. Comte par bref du 1er septembre 1896. RNP-1985[7],[19].
- Genty de La Borderie, Marche, Poitou. François-Xavier Genty de La Borderie, chevalier de l'ordre de Saint-Sylvestre. Comte par bref du 23 avril 1891. RNP-1995[7]
- de Grosourdy de Saint-Pierre, Normandie. Henri Louis de Grosourdy de Saint-Pierre, conseiller référendaire à la Cour des comptes. Marquis par bref du 5 décembre 1873. RNP-1985[7] (NF)
- de Guigné, Picardie, Champagne. Paul Louis de Guigné, zouave pontifical. Comte par bref du 3 juillet 1888. RNP-1994[7],[8].
- Guyot d'Asnières de Salins, Bretagne[20]. Victor Marie Guyot d'Asnières de Salins, chevalier de Pie IX. Comte par bref du 29 novembre 1887.

### H
- Hermand, Artois. Octave Célestin Hermand, avocat au Conseil d'État et à la Cour de cassation, conseiller général d'Eure-et-Loir. Comte par bref du 12 juillet 1895 pour son dévouement à la cause catholique dans son département. RNP-1985[7]
- d'Horrer, Alsace. Comte par bref du 26 janvier 1836. RNP-2004[7]

### J
- de Job, Bourgogne. René de Job, attaché aux affaires étrangères. Comte par bref du 30 mars 1901. RNP-2005[7]
- Jourdain de Thieulloy, Picardie. Edmond Jourdain de Thieulloy, comte par bref du 19 août 1856. RNP-1994[7] (NF)

### K
- Keller, Alsace. Émile Keller, député, commandeur de l'ordre de Pie IX. Comte par bref du 28 novembre 1890 en raison de son inlassable dévouement à la cause catholique. RNP-1994[7],[8].

### L
- de La Fare, Vivarais. Joseph-Gabriel-Anne-Henri, marquis de La Fare, neveu du cardinal de La Fare, est fait duc romain à titre héréditaire par concession de Pie VIII en date du 28 avril 1830[21]. Famille subsistante en Argentine. (NF)
- de Laparre de Saint-Sernin, Languedoc. Frédéric de Laparre de Saint-Sernin, officier des zouaves pontificaux. Comte par bref du 26 juin 1877 en raison des blessures reçues à la bataille de Castelfidardo. RNP-1992[7],[8]. (NF 1815)
- de La Tour d'Auvergne-Lauraguais, Lauragais. Henri de La Tour d'Auvergne-Lauraguais, ministre des Affaires étrangères, ambassadeur de France[22]. Prince par bref du 30 octobre 1863 (confirmé le 12 mars 1907). RNP-1987[7],[8]. (NF)
- Le Camus, Normandie. François Emile Le Camus, diplomate, directeur du journal L'économie chrétienne, membre fondateur et président de la société de secours aux blessés (Croix-Rouge). Comte par bref du 16 juillet 1889 en remerciement de son action chrétienne. RNP-1994[7],[8].
- Lecointre, Poitou. Arsène, Louis, Pierre et Adrien Lecointre, comtes par bref du 28 mars 1890 en récompense des services rendus à l'Eglise et à la cause catholique par leur père Gérasime Lecointre. RNP-1992[7],[23].
- Le Goazre de Toulgoët-Tréanna, Bretagne (Finistère). Émile Le Goazre de Toulgoët-Tréanna, comte par bref du 24 mai 1862[8].
- Le Mesre de Pas, Flandre, Artois. Alfred Le Mesre de Pas, comte par bref du 30 octobre 1860, son frère Mizaël ayant été le premier zouave pontifical tué à Castelfidardo. RNP-1988[7],[8]. (NF)

### M
- Maggiar, Arménie, Smyrne, Paris. Octave Maggiar, comte par bref du 11 août 1896 pour son soutien aux églises latines du Proche-Orient. RNP-2009[7]
- Maingard, Bretagne. Arthur Josselin Maingard, avocat à la Cour d'appel de Paris. Comte par bref du 16 décembre 1873[8].
- Malartre, Vivarais, Velay. Florentin Malartre, député de la Haute-Loire, conseiller à la Cour de cassation. Comte par bref du 15 mars 1904 en raison de son action en faveur du Vatican lors des Inventaires. RNP-1985[7]
- Marquet de Vasselot, Poitou. Anatole Marquet de Vasselot, volontaire en 1870, statuaire et historien d'art. Comte par bref du 31 décembre 1894. RNP-1994[7],[8].
- Marraud des Grottes, Gascogne, Martinique. Jules Marraud des Grottes, conseiller général de la Gironde, fondateur avec Ozanam de la confrérie de Saint Vincent de Paul en Gironde. Comte par bref du 3 octobre 1876 pour services rendus comme président du comité archidiocésain de Bordeaux. RNP-1985[7] (NF)
- de Mas-Latrie, Languedoc (Aude). Louis de Mas Latrie, historien et diplomatiste, membre de l’Académie des inscriptions et belles-lettres. Comte par bref du 17 août 1875 en raison de ses travaux sur l'histoire ecclésiastique[8].
- Menche de Loisne, Artois. Auguste Menche de Loisne, docteur en droit, historien, inspecteur général des Ponts et Chaussées. Comte par bref du 18 mars 1892. RNP-1992[7]
- Mercier de Beaurouvre, Pays Chartrain. Pierre Félix Mercier de Beaurouvre, comte par bref du 21 juin 1912 « en récompense des libéralités et dons faits à l'Église de France dans le passé et dans le présent ». RNP-2017
- Mercier de Lacombe, Périgord. Hilaire Mercier de Lacombe, écrivain catholique. Comte par bref du 19 février 1894 pour son action et ses écrits au sein du groupe littéraire catholique de Lavedan. RNP-1985[7]
- Michel de Pierredon, Provence. Blaise Joseph Michel de Pierredon, officier de marine puis amiral-pacha de Turquie. Comte par bref du 12 décembre 1882 pour son soutien aux œuvres charitables. RNP-1985[7],[8].
- Monnier, Franche-Comté (Jura). André Monnier, maître de forges. Comte par bref du 28 juin 1912. RNP-2015[18]

### N
- Niel, Pays toulousain. Léopold Niel, général de brigade. Comte par bref du 27 avril 1877 en raison des fonctions importantes du maréchal, son père, lors du siège de Rome en 1849. Ce titre ne concerne que la branche dite « de Paris ». RNP-1985[7],[8]

### O
- d'Ogny, Laonnois. André Charles Dogny puis d'Ogny, éditeur d'art. Comte en 1880[8].

### P
- Palluat de Besset, Forez. Joseph Palluat de Besset, conseiller général, chevalier de Saint-Grégoire-le-Grand. Comte par bref du 28 février 1888. RNP-1993[7] (NF)
- Pastré, Albigeois, Marseille. André Pastré, armateur. Comte en 1898 par Léon XIII[24].
- Perret du Cray, Savoie, Bourgogne. Maurice Perret du Cray, administrateur des mines de Blanzy. Comte par bref du 27 novembre 1894, sur proposition de l'archevêque de Bourges qui avait été élevé dans les écoles libres créées par le grand-père du récipiendaire. RNP-1985[7].
- Petiton Saint-Mard, Comte par bref du 22 décembre 1868[8],[25].
- de Place, anciennement Deplace, Île-de-France. Paul de Place, docteur en droit, camérier secret du pape Léon XIII. Comte par bref du 13 janvier 1891. RNP-2013[7] (ne concerne qu'une branche de cette famille et n'aurait pas été renouvelé)[8].
- Pocquet de Livonnière, Anjou. Scévole Pocquet de Livonnière, chef de Bataillon des Mobiles de Maine-et-Loire, conseiller général. Comte par bref du 15 février 1870. RNP-2006[7] (NF)
- de Proyart de Baillescourt, Hainaut, Artois. Ernest Proyart de Baillescourt, comte par bref du 10 avril 1897 pour "services rendus avant et pendant la Révolution par sa famille". RNP-1994[7]
- du Puy, Paris. Charles du Puy, comte par bref du 16 juin 1908[26].

### R
- Rarécourt de La Vallée de Pimodan (de), Lorraine. Georges et Claude de Rarécourt de La Vallée de Pimodan, fils du général marquis de Pimodan, tué à la bataille de Castelfidardo le 18 septembre 1860 à la tête des troupes pontificales, créés ducs romains par bref pontifical du 31 octobre 1860, confirmation par bref du 14 mai 1899 sous le titre de duc de Rarécourt de la Vallée de Pimodan avec transmission à tous les descendants mâles (NF)
- du Réau de La Gaignonnière, Anjou. Zacharie du Réau de La Gaignonnière, comte par bref du 28 mars 1876 en raison de ses trois fils zouaves pontificaux. RNP-2000[7] (NF)
- Regnault de Beaucaron, Bourgogne. Edmond Regnault de Beaucaron, avocat à la Cour d'appel de Paris. Comte par bref du 29 novembre 1920 en raison de ses travaux et publications, de son active collaboration pour la protection de l'église de l'hôpital de Tonnerre et aussi pour le dévouement de sa famille qui protégea le clergé de la région durant la Terreur. RNP-1985[7]
- de Reinach-Cessac[réf. nécessaire], Mayence, Francfort, Paris. Oscar Reinach, banquier juif, converti au catholicisme, époux en 1879 de Jeanne Cécile Lacuée de Cessac, créé comte de Reinach-Cessac par bref pontifical de 1885.
- Riant, Lyon, Paris. Paul Riant, membre de l'Académie des inscriptions et belles lettres. Comte par bref du 8 mars 1864 en récompense de ses écrits, notamment sur les croisades. RNP-1994[7],[8].
- Roche-Bruyn, Dauphiné, Lyonnais. Edmond Roche-Bruyn, avocat auprès de la Cour d'appel de Lyon. Comte par bref du 8 avril 1897 pour son aide aux œuvres sociales catholiques. RNP-1985[7]
- Romain-Desfossés, Bretagne. Joseph Romain-Desfossés, amiral de France, ministre, député, sénateur. Chevalier de première classe de l'ordre de Pie (Ordine Piano) par bref du 28 mai 1850. RNP-2000[7]
- de Rostolan, Provence. Louis de Rostolan, général de division, sénateur. Comte par bref du 7 septembre 1855 pour services rendus lors du siège de Rome. N'ayant pas de fils, il fit transmettre son titre à son neveu. RNP-1992[7] (Transmission seulement à titre personnel pour Saint-Simon et Séréville ainsi que Jean de Bonnefon[8]).
- Rougane de Chanteloup, Bourbonnais, Auvergne. Félix Antoine Rougane de Chanteloup, polytechnicien, lieutenant-colonel du Génie. Comte par bref du 15 mars 1861 pour sa participation à la défense des États pontificaux. RNP-2008[7]
- Roullet de La Bouillerie, Anjou, Maine. Joseph Roullet de La Bouillerie, député, ministre, président des cercles ouvriers. Comte par bref du 2 avril 1887. RNP-1993[7] (NF 1816 pour cette branche cadette)

### S
- Saint-Bris, Touraine. Georges Saint-Bris, compositeur de musique, propriétaire du château du Clos Lucé. Comte par bref du 4 août 1874. RNP-1991[7],[8].
- Savary de Beauregard, Poitou. Henry Savary de Beauregard. Comte par bref du 21 mars 1882 en reconnaissance du soutien apporté aux œuvres du diocèse de Poitiers. RNP-1985[7]
- de Savignac, Limousin. Louis de Savignac, ingénieur, camérier secret des papes Pie X, Benoît XV et Pie XI. Comte par bref du 24 juin 1914. RNP-2009[7] (NF)
- Seillière et Seillière de Laborde, Lorraine, Paris. Ernest-Antoine Seillière de Laborde, polytechnicien, membre de l'Académie française. Baron par bref du 4 septembre 1885. RNP-2003[7]
- Senard, Franche-Comté, Bourgogne. Jules Senard. Comte par bref du 24 novembre 1894 pour services rendus en faveur de l'Église. RNP-1989[7]
- de Soye, Flandre, Comtat Venaissin. Alexandre de Soye, intendant militaire, commandeur de la Légion d'honneur. Comte par bref du 7 juillet 1882. RNP-2011[7],[8]. (titre personnel selon Philippe du Puy de Clinchamps)

### T
- de Tardy de Montravel, Auvergne, Vivarais. Théodore Tardy de Montravel, zouave pontifical. Comte par bref du 23 juillet 1879. RNP-2002[7],[8]. (NF)
- Thellier de Poncheville, Artois, Hainaut. Charles Thellier de Poncheville, docteur en droit, avocat, député du Nord. Comte par bref du 3 avril 1895. RNP-1985[7]
- Treuille, Poitou. Adrien Treuille, polytechnicien, ingénieur. Comte par bref du 2 septembre 1897. RNP-2003[7]

### V
- Van der Cruisse de Waziers, Flandre. Louis van der Cruisse de Waziers, camérier secret de Pie IX. Comte par bref du 24 juillet 1877. RNP-2019[27] (NF)
- de Vitry d'Avaucourt, Paris, Modeste de Vitry d'Avaucourt, inspecteur d'académie. Comte par bref du 2 mai 1891 pour services rendus à l'Église.

### W
- Wallet, Picardie. Léon Wallet. Comte par bref du 16 janvier 1902 pour services rendus dans la défense des intérêts de l'Église et des écoles religieuses. RNP-1985[7]